# Kassettband

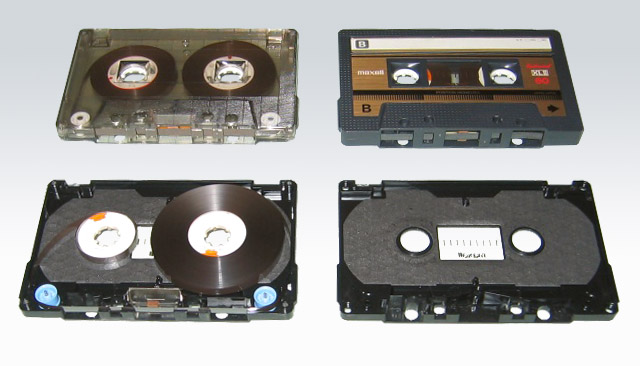
Överst syns två kassettband. Nederst syns delarna av ett isärplockat kassettband.

Ett kassettband, också kallat musikkassett (MK),  kompaktkassett, ljudkassett, kassett eller bara band är ett analogt, magnetiskt lagringsmedium för ljud och data. Formatet introducerades av nederländska teknikföretaget Philips 1963. Kassettbanden kom att bli ett av de mest framgångsrika formaten överhuvudtaget för lagring av ljud och musik. Många års utveckling, från stora och krångliga rullband, via många andra försök till förenkling, ledde till slut fram till kompaktkassetten. Den användes framförallt för inspelning av musik och talinspelningar, men användes också flitigt till hemdatorer, för lagring av data.
Tidigare hade det funnits flera olika storlekar på kassettbanden. Bland de största kan nämnas Grundigs DC International och Stereo-8-band. Till skillnad från tidigare rullband har kompaktkassetten ett skyddande plasthölje och två inbyggda spolar där magnetbandet finns upprullat. På tidigare bandspelare var användaren ofta tvungen att trä magnetbandet mellan två spolar, via tonhuvudet. Kassettbanden hade sin storhetstid ungefär 1975-1995. Under denna tid tillverkades mängder med bandspelare för inspelning och uppspelning av banden. Kvaliteten på bandspelarna varierade, från ljudmässigt mycket enkla, till avancerade HiFi-anläggningar med mycket hög ljudkvalitet.

## Teknik
Vid in- och uppspelning förväntas bandet ha hastighet på 4,75 cm/s. Bandet rör sig från vänster till höger (sett med bandremsan nedåt). Själva kassetten kan dock användas oberoende av läge, och många bandspelare konstruerades för att kassetten skulle sättas i med bandremsan uppåt.
Ljudet lagras på banden genom att ett magnetskikt magnetiseras. Sammansättningen på detta magnetskikt var ursprungligen järnoxid (Fe2O3). Med tiden utvecklades alternativa sammansättningar med bättre egenskaper. Framförallt sökte man bättre och finare ljudåtergivning. En sådan utveckling var krombanden, med en sammansättning av kromdioxid (CrO2). Dessa introducerades av BASF.
De flesta kassettband som såldes och säljs rymmer 60 eller 90 minuters inspelning. Det har också förekommit bland annat 46-, 100- och 120-minutersband. Tanken med dessa var att det skulle få plats en hel LP-skiva på kassetterna. Beteckningarna C60 och C90 anger antalet spelminuter.
Hållbarheten på kassettband är, som för magnetiska media, inte så god. På inspelningar kan man efter 30 år höra att ljudet börjar försvinna. Mest förlorar banden diskanten. Detta beror på att de magnetiska partiklar som lagrar ljudet tappar sin magnetisering med tiden, vilket kan gå relativt snabbt. Kassettband kan i bästa fall hålla god kvalitet i 50 år, att jämföra med en LP-skiva kan hålla i mer än 100 år. Dock har kassetten fördelen att det inte är någon nål som sliter på ljudspåret varje spelning.

## Användning

### 1960-talet
Phillips lanserade sitt kassettband i Europa den 30 augusti 1963, genom att demonstrera det i samband med Internationella radioutställningen i Västberlin. I USA lanserades Phillips kassettband i november 1964.
Musikalbum på kassettband lanserades 1966 i USA och året därpå i Storbritannien. 1966 lanserade Philips även den första bärbara bandspelaren.

### 1970- och 1980-talen
Under kassettbandens storhetstid i slutet av 1970-talet och under 1980-talet samt det tidiga 1990-talet släpptes de flesta albumen inom populärmusik både på grammofonskiva och på kassettband. Det fanns även kassettsinglar som alternativ till singelskivorna på grammofon, men dessa var mindre vanliga.
I bilar under slutet av 1970-talet och under 1980-talet samt början av 1990-talet var det mycket vanligt med inbyggda kassettbandspelare. Dessa bandspelare är sedan slutet av 1990-talet oftast utbytta mot CD-spelare. 1979 lanserades den bärbara minibandspelaren Walkman av Sony, tänkt för avlyssning i hörlurar.
För barn släpptes även många musiksagor på kassettband. Många föräldrar har spelat in då deras småbarn sjungit på tomma kassettband. Även garage- och källarbandens demoinspelningar gjordes ofta på kassett.
Eftersom kassettbanden var relativt billiga och lätta att använda för inspelning piratkopierades en hel del musik, främst från LP-skivor. Man spelade då upp LP-skivan på sin hemmastereo och spelade samtidigt in på kassettdäcket. När spelare med dubbla kassetter blev vanliga på 1980-talet kunde man även kopiera från kassett till kassett, dock med sämre kvalitet. Det var lagligt att göra en kopia för eget bruk, till exempel för att använda i bilstereon, men många kopierade även och bytte musik med varandra. Inget effektivt kopieringsskydd fanns för denna typ av kopiering, och av den anledningen infördes i Sverige en avgift på tomma kassettband, som skulle gå till ersättning till upphovsmän. Avgiften benämns privatkopieringsersättning eller populärt kallad "kassettskatt".
I stängda öststater som Polen och Östtyskland, där tillgången till musik från väst var begränsad, blev heminspelade kassettband ett viktigt spridningssätt. Det var vanligt att man spelade in musik från västblockets starka radiosändare. Musiken spreds sedan vidare till vänner, ofta i många led. Det förekom piratradiostationer som sände västmusik där allt baserades på hemlig inspelning på kassettband.[källa behövs]
En av de mest berömda händelserna där kassettband spelade en stor roll var Iranska revolutionen 1979, där Ayatollah Khomeini spelade in sin predikan på kassettband.

### 1990-talet och framåt
CD och digital nedladdning gjorde att användandet av kassettband till stor del dog ut på 1990-talet.
Bland de som fortsatt att använda formatet i industriländerna återfinns dansbanden i Sverige. Dessa har, även inne på 2000-talet, ofta lanserat sina album både på CD och på kassettband. En orsak kan vara att många i målgruppen saknar CD-spelare. År 2006 släppte exempelvis både Lasse Stefanz och Torgny Melins så sent som 2006 album också på kassettband, parallellt med CD.
Sedan 2000-talet har kassettformatet levt vidare inom undergroundgenrer såsom punk, noise och framförallt black metal. Artister som Dirty Projectors och Deerhunter har släppt nya titlar på kassettband. Thurston Moore från Sonic Youth har sagt "Jag lyssnar bara på kassettband". Precis som med vinylskivan har ett vissa tecken på ökat intresse märkts under slutet av 2010-talet.
Den sista bilen som såldes med fabriksmonterad kassettspelare i stereon var Lexus SC430 Cabriolet från 2010.
Sedan 2010-talet har internationella "Cassette Store Day" anordnats i ett flertal länder.

### Datalagring
Magnetband användes tidigt i datorsammanhang för lagring av data. Kompaktkassetten kom att spela en viktig roll i hemdatorexplosionen som inträffade vid slutet av 1970-talet och början av 1980-talet, där datorerna försågs med kassettbandspelare. Program och data lagrades genom att informationen modulerades som ljud och spelades in på bandet. För inläsning tolkades sedan ljudet enligt samma moduleringsteknik. Större delen av de spel och program som såldes till hemdatorer på 1980-talet levererades på kassettband. Commodore C64 lagrade data med 300 bitar/s då detta ansågs vara en god kompromiss mellan hastighet och undvikande av läs- och skrivfel, och ZX Spectrum ungefär tio gånger mer[källa behövs]. Med bättre kvalitet på banden blev dock hastigheter omkring 3 kbit/s fullt rimliga och det utvecklades för C64 olika former av turboladdare som ökade informationstätheten och därmed inläsningshastigheten med ungefär en faktor 10. Dessa användes främst vid distribution av piratkopierade spel. Distribution och datalagring ersattes senare med disketter.

## Andra varianter
En digital variant utvecklades av Philips och Matsushita, och lanserades 1992. Detta format fick dock ingen större framgång, och det slutade tillverkas i november 1996.

## Juridik
Företrädare för upphovsrättsinnehavare till musik kände sig tidigt hotade av kassettbandets utbredning. De var rädda för att förlora intäkter, eftersom det lätt gick att spela in musik från radio istället för att gå till skivaffären och köpa skivor. I Storbritannien drevs under 1980-talet kampanjen "Home Taping is Killing Music" mot heminspelningar av musik. Det var först kring 1979, efter att skivförsäljningen sjunkit, som de trappade upp sitt krav på att få ekonomisk kompensation för ett antaget försäljningsbortfall på grund av privatkopieringen.[källa behövs] I Sverige drevs kravet av Stim och IFPI.[källa behövs] Statliga utredningar ställde sig positiva och i början av 1980-talet infördes en särskild kassettskatt där pengarna gick till svenska staten (lag [1982:691]). Först 1998 infördes den upphovsrättsliga Kassettersättningen. Den har därefter ersatts av Privatkopieringsersättning, som är en skatt på hårddiskar.